# Classification des météorites
Ne doit pas être confondu avec Nomenclature des météorites.
Pour un article plus général, voir Météorite.

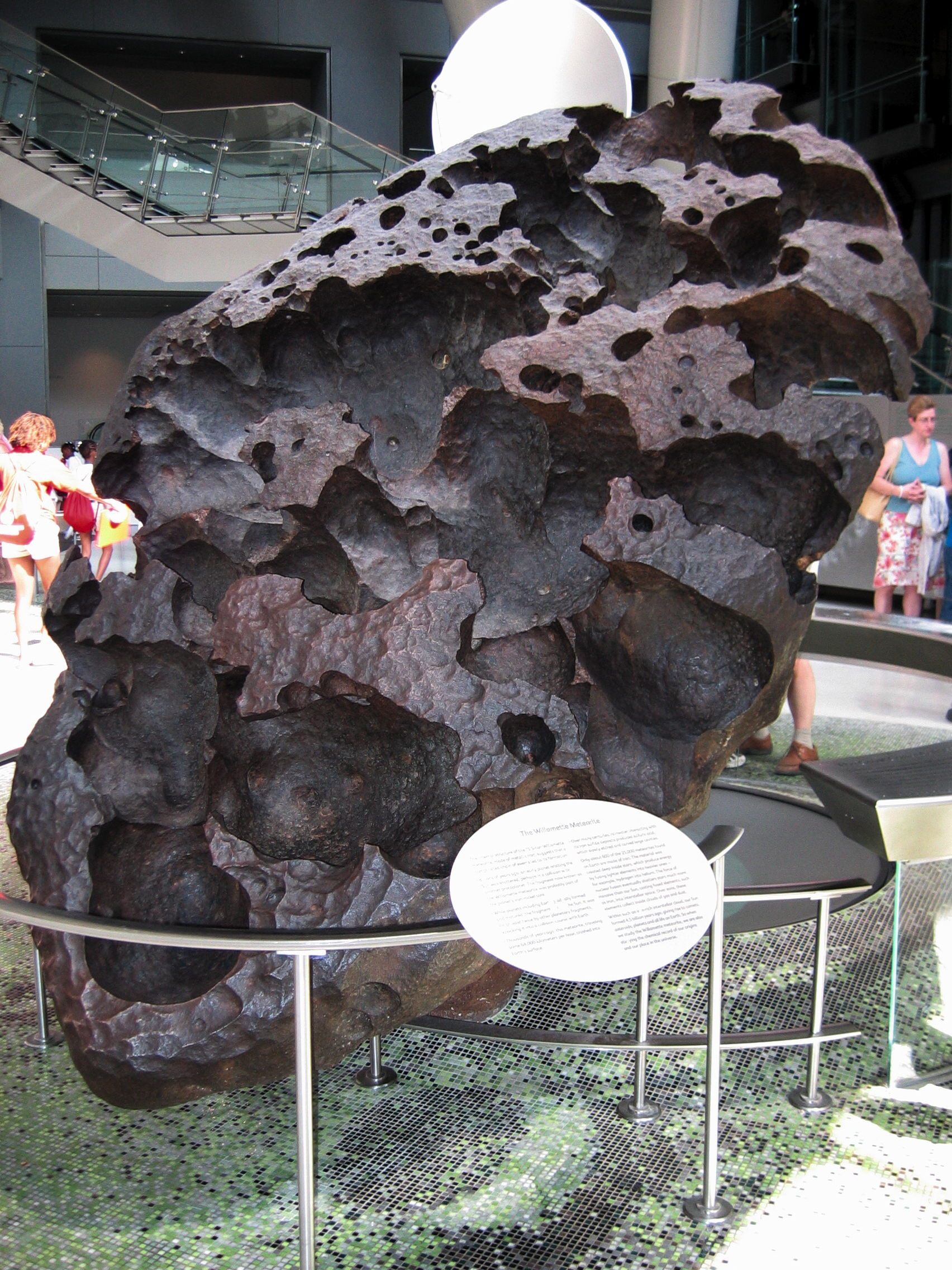
Météorite de Willamette, présentant des regmaglyptes caractéristiques (exposée au musée américain d'histoire naturelle de New York).

Classification des météorites mettant en évidence les météorites pierreuses, métalliques et mixtes. Depuis Weisberg, McCoy and Krot 2006.

La classification des météorites se fonde sur leur composition chimique et minéralogique, et sur leur structure et texture. Une météorite est un corps solide naturel d'origine extraterrestre.

## Classification
Les météorites ont longtemps été classées en trois grands groupes selon leur composition :
- les météorites pierreuses (93 % des chutes), constituées majoritairement de silicates ;
- les météorites de fer appelées aussi météorites métalliques ou fers (6 % des chutes), dont la partie silicatée représente moins de quelques dizaines de pour cent ;
- les météorites mixtes ou sidérolithes[a] (1 % des chutes), mélanges de métal et de silicates[1].

Actuellement[Depuis quand ?] la classification comprend deux grandes catégories de météorites, selon leur origine, c'est-à-dire selon leur corps parent, :
- les météorites indifférenciées (ou non différenciées, ou encore primitives), dont la composition proche de celle de la chromosphère solaire reflète la matière du disque protoplanétaire en cours de condensation ;
- les météorites différenciées, issues d'une des diverses parties d'un corps parent dont la taille a permis d'enclencher la différenciation planétaire, dont le résultat est une ségrégation par gravité entre un noyau dense, majoritairement composé de fer métal, et un manteau moins dense, formé de silicates.

Cette classification est affinée en observant la composition des météorites. À partir de là, on[Qui ?] les divise en quatre types, :
- les chondrites, météorites dites primitives issues d'astéroïdes formés tardivement ou trop petits pour avoir emmagasiné une quantité de chaleur suffisante pour fondre ; elles sont principalement constituées de silicates dont une partie est structurée en chondres. Elles sont de loin les plus abondantes des chutes observées, environ 87 % ;
- les achondrites, essentiellement silicatées, sont constituées de matériaux témoignant d'une différenciation (notamment d'un appauvrissement relatif en fer et autres éléments sidérophiles); elles sont classées selon leur teneur en calcium, environ 8 % ;
- les météorites de fer, classées en fonction de leur teneur en nickel, environ 5 % ;
- les sidérolithes (ou lithosidérites, ou encore météorites mixtes), constituées à parts sensiblement équivalentes de minéraux silicatés et de fer métal, moins de 1 %.

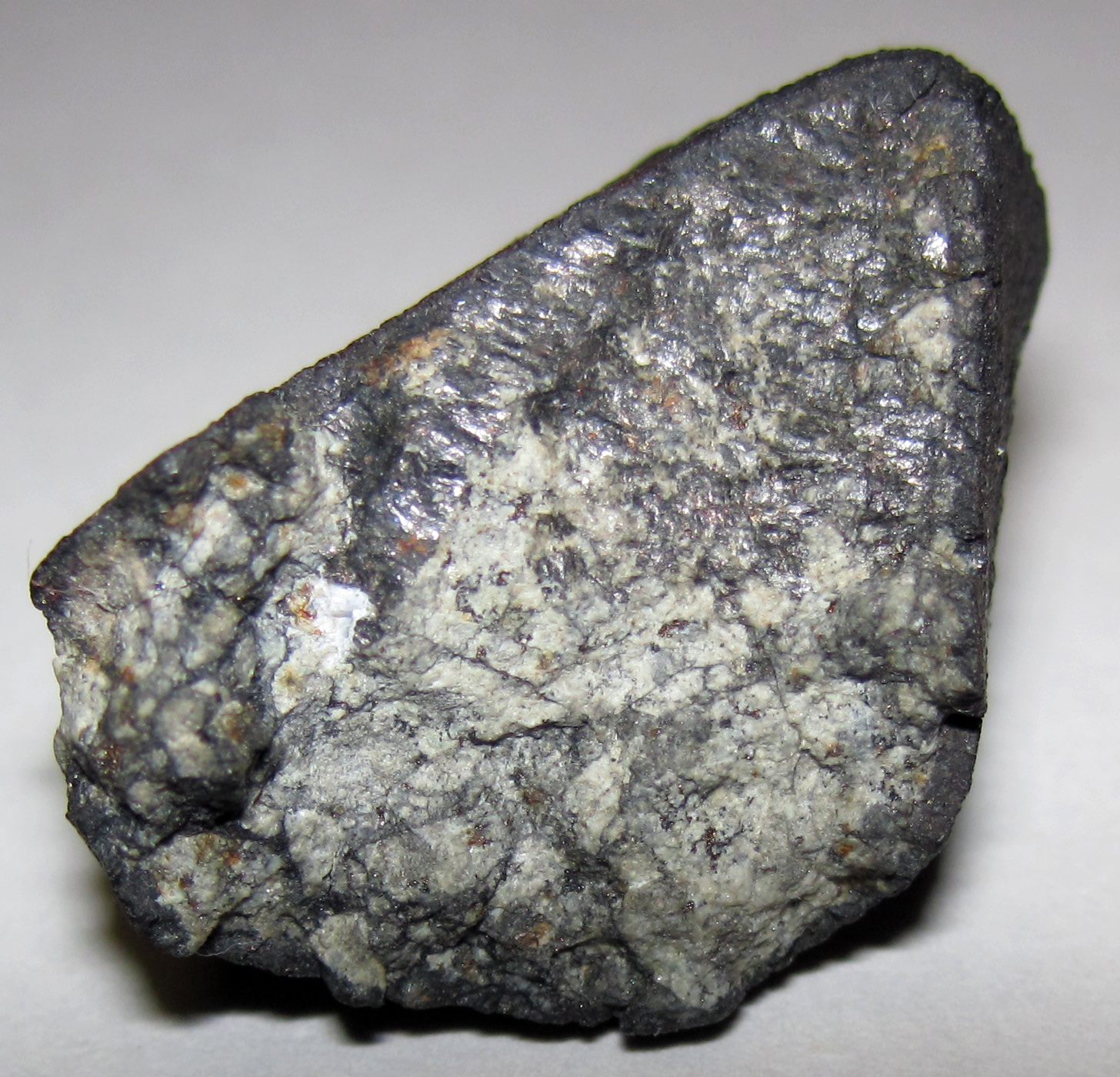
Une météorite pierreuse de type chondrite (météorite de Tcheliabinsk).
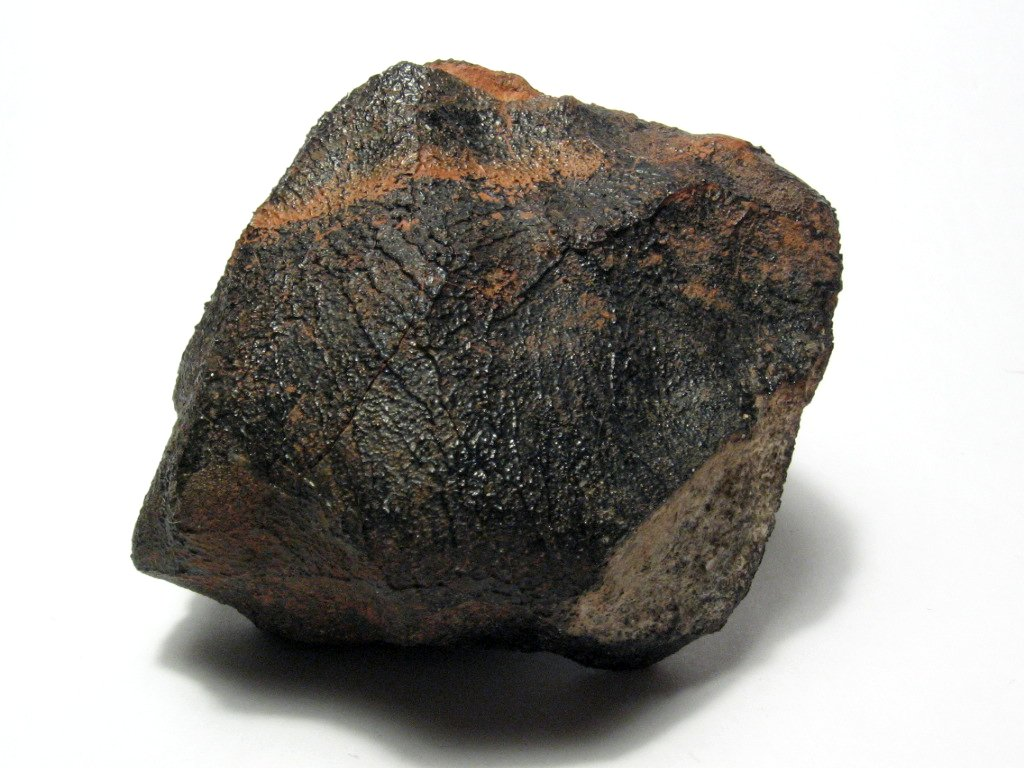
Une météorite achondrite (eucrite).
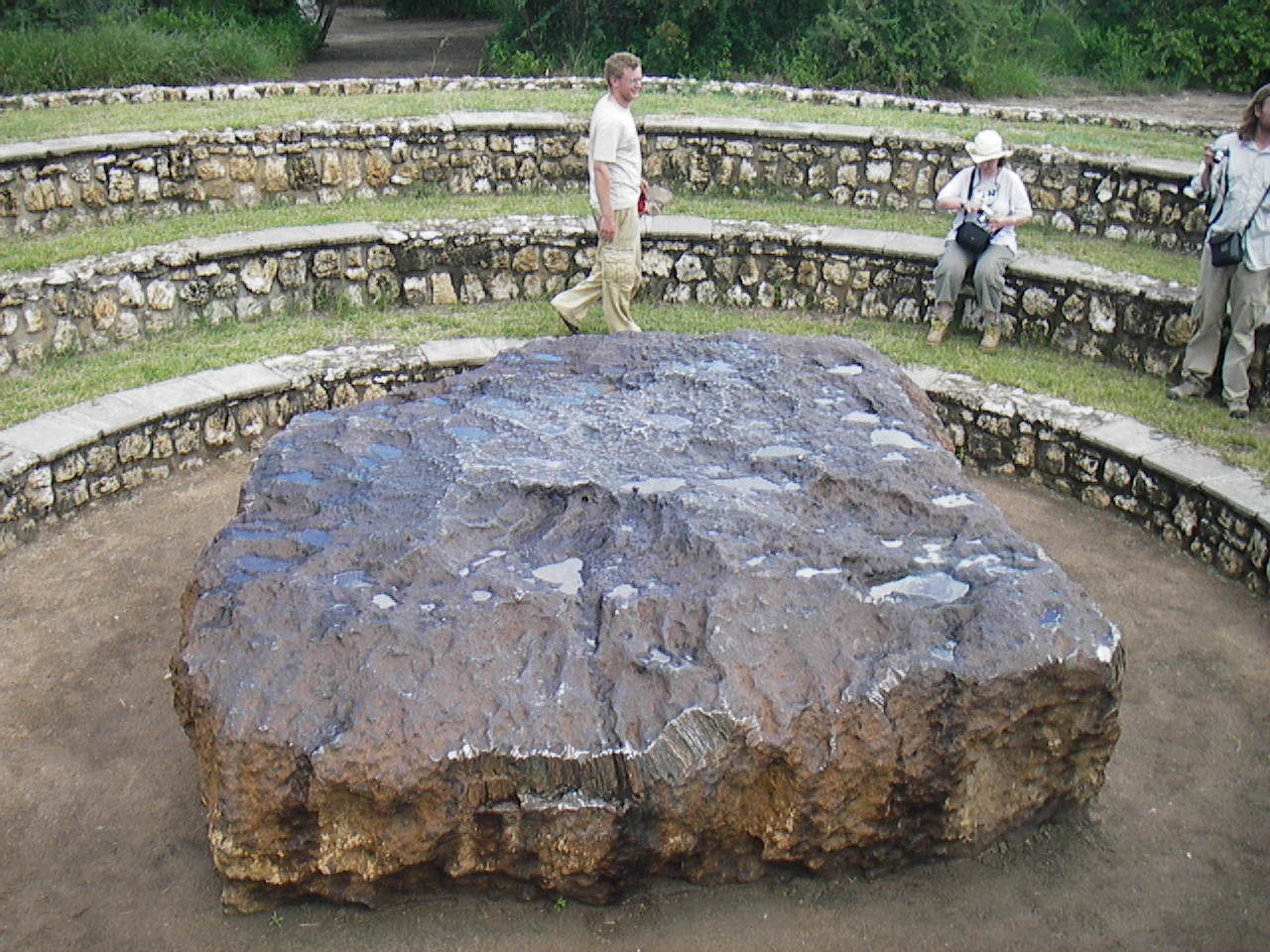
Une météorite de fer (la météorite d'Hoba).
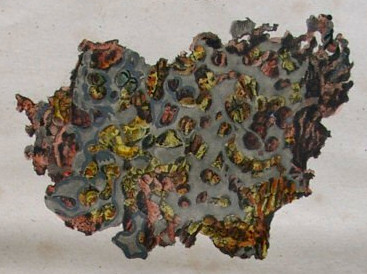
Une météorite sidérolithe (météorite de Krasnoïarsk).

### Arbre
Cet arbre est utilisé pour classer les météorites à partir de leur composition :
- météorites non-différenciées :
  - chondrites :
    - ordinaires (groupes L, LL et H selon leur teneur en fer) ;
    - carbonées (groupe C avec huit sous-groupes) ;
    - à enstatite (groupe E) ;
    - d'autres groupes (groupes K et R) ;
- météorites différenciées :
  - achondrites :
    - groupe HED, vraisemblablement originaires de l'astéroïde (4) Vesta :
      - howardites (HOW) ;
      - eucrites (EUC) ;
      - diogénites (DIO) ;

    - groupe SNC, vraisemblablement originaires de Mars :
      - shergottites (SHE) ;
      - nakhlites (NAK) ;
      - chassignites (CHA) ;

    - angrites (ANG) ;
    - aubrites (AUB) ;
    - uréilites (URE) ;

  - météorites de fer, dont il existe deux types de classification[5] :
    - selon la classification texturale[6] :
      - octaédrites ;
      - hexaédrites ;
      - ataxites ;

    - selon la classification chimique[7] : 14 groupes : IAB, IC, IIAB, IIC, IID, IIE, IIF, IIG, IIIAB, IIICD, IIIE, IIIF, IVA, IVB, plus un 15e, dit des « non groupées » ;

  - lithosidérites[3] :
    - pallasites (PAL) ;
    - mésosidérites (MES).

À l'exception des achondrites et des chondrites les plus oxydées, les météorites sont magnétiques, contenant un métal constitué de deux alliages de fer et de nickel : la kamacite (5 à 10 % de nickel) et la taénite (plus de 15 %). La surface polie de météorites de fer attaquée par de l'acide nitrique légèrement dilué permet de révéler ces deux alliages qui s'ordonnent en un réseau de lignes entrecroisées appelées figures de Widmanstätten (tout particulièrement dans les octaédrites).

## Type pétrologique
Au sigle représentant le groupe ou le sous-groupe de météorites (L, LL, CM, etc.) on ajoute un chiffre (de 1 à 6) qui résume les transformations subies par les météorites après leur formation mais avant leur chute sur Terre :
- le chiffre 3 indique une transformation imperceptible ;
- les chiffres 2 à 1 indiquent une altération aqueuse plus ou moins poussée ;
- les chiffres 4 à 6 indiquent un métamorphisme thermique plus ou moins poussé.